# Guiyang, Chenzhou
Guiyang, tidigare romaniserat Kweiyang, är ett härad som lyder under Chenzhous stad på prefekturnivå i Hunan-provinsen i södra Kina. Den ligger omkring 260 kilometer söder om provinshuvudstaden Changsha.